# 相田翔子
相田 翔子（あいだ しょうこ、1970年2月23日 - ）は、日本の女優、歌手、タレント。本名非公開。別名、鈴木敬子。1988年から1996年まで活動したアイドルデュオ、Wink（活動停止済み）のメンバー。
東京都東村山市出身。血液型はB型。所属事務所はアップフロントクリエイト。
夫は相澤宏光。義父（夫の父）は相澤英之、義母（夫の母）は司葉子。義兄（夫の兄）は相澤英孝。義姉（夫の兄の妻）は塩川美佳。

## 略歴

### 幼少期から芸能界デビュー（1970年 - 1988年）
芸能界にデビューして一人暮らしを始めるまで、家族と共に東京都東村山市で育つ。
子供の頃は、やんちゃでイタズラ好きだったという。3歳の時、肥溜に落ちて偶然通りかかった姉と友達に助けられたことは、トーク番組でよく話題にされる。歌が好きで、よく姉とピンク・レディー等の歌を歌っていた。ピンク・レディーではケイのファンであった。小学校低学年の頃、近所の友達を集めて草芝居を行うなど活発な少女だった。しかし、幼少期は知らない人の前で何かをすることができず、芸能界への憧れはまるでなかったという。
中学時代クラッシュギャルズに憧れ、入団テストを受けるためトレーニングをしていた。全日本女子プロレスのオーディションに数回応募するが、いつも不合格で断念する。
中学2年生（当時14歳）の時に、友人の応募でオーディションを受けたことがきっかけで、渋谷で芸能プロダクションのマネージャーにスカウトされたのち、芸能プロダクションに所属、歌手としてのレッスンを受け始める。母はかつて歌手に憧れていたためその夢を応援したが、父は芸能界への不安から反対した。そのため当面はモデルとして活動し、歌手デビューは高校進学後にと事務所と話し合っていた。
高校時代は複数のアルバイトを経験。紙袋をつくる内職 → 工場で冷凍ラビオリなどの箱詰め（姉と共に） → 惣菜屋（秋津商店会） → ハンバーガーショップ（高校2年から） → 居酒屋（新秋津駅前） → パン屋「サントアン」（新秋津駅前）の順で働いた。
高校2年生（当時16歳）の時にソロ歌手としてのデビューが予定されていたが、校則で禁止されていることを理由に辞退。堀越高等学校への転校も考えたが、多くの芸能人が並ぶ中でのプレッシャーに耐えられないと考え、断念。デビュー曲は「バーニングラブ」という曲名で、すでにレコーディングも済んでおり、現在の感覚で言えば訴訟沙汰にもなりかねない事態であったが、当時の事務所の社長の配慮もあって大事には至らなかった。本人はこの選択を後悔しておらず、後年の談話では、その時デビューしていたら自己主張できず、消えただけだろうと語っている。なお、「幻のデビュー曲」となったこの楽曲は、歌手桑田靖子が歌っていそうな硬派な路線で、翔子は大変気に入っていたという。
1987年9月、ワニブックス社の雑誌『UP TO BOY』の第9代ミスアップ・グランプリを受賞（第7代グランプリが後にWinkとしてデュオを組むことになる鈴木早智子）。

### Wink時代（1988年 - 1996年）
1988年4月、高校卒業後に鈴木早智子とWinkを結成し、CX系ドラマ『熱っぽいの!』 主題歌「Sugar Baby Love」で歌手デビューする。デビュー当時は、頼りなさげな素人っぽい雰囲気を残し、ブレイク前の1988年夏のキャンペーンでは観客が入らず、楽屋で泣くこともあったという。1歳年上の鈴木早智子を「明るくて凄い優しい人だなって思って。お姉ちゃんと同じ歳で相談とかできていいんじゃないかなと」と慕う一方、「どんどん勉強して実力をつけて。あと、自分の書いたもの（註・詞だそうです）を人に見てもらえる位になりたい」と作詞に対する意欲を語っている。
1988年11月、シングル3作目となるCX系ドラマ『追いかけたいの!』 の主題歌「愛が止まらない 〜Turn It Into Love〜」でブレイクを果たす。以降、1990年3月にリリースされた「Sexy Music」まで5曲連続オリコンチャート1位を獲得した。この間人気は頂点に達し、トップアイドルの仲間入りを果たす。さらに、ブレイク後の1989年12月には同年7月にリリースされたシングル5作目となる「淋しい熱帯魚」で第31回日本レコード大賞を受賞している。
Wink時代、特に全盛期には無表情でほとんど笑わないアイドルとして知られ、当時の所属事務所からは、笑うよう叱責されていた。本人は「当時は突然の人気に戸惑い、ずっと緊張が解けなくて笑うことができなかった」と回想している。その一方で、オルゴール人形のように無表情で独特な振り付けは、Winkのキャラクターとして定着していく。気負いのない素直な振舞いは、時にやる気がないとバッシングを受けることもあったが、本人はWink時代を通して音楽に打ち込み、挑戦を重ねてきた。また、周囲に媚びを売らず大人の対応をするように教えられたことはありがたかったと後に感謝の意を述べている。アルバムのソロ楽曲では、ノーランズ、ジョン・レノン、ベット・ミドラー、チャカ・カーン等、海外アーティストのカヴァーを積極的に取り上げ、歌手としての表現の幅を広げる（「#Wink時代のソロ楽曲」を参照）。さらに中期以降は、アルバムごとに自作曲を発表するようになる。1993年のアルバム『Αφροδιτη（アプロデーテ）』に収録された「おしえて」は、しっとりとしたバラードの曲想にのせて、切ない恋心を歌い上げた佳曲である。また、1994年のアルバム『voce』に収録された「裸足のマリオネット」は、ボサノヴァ志向を明らかにし、後のソロ活動を予見させるものとなった（「#Wink時代の自作曲」を参照）。
1995年3月、ソロ・プロジェクトに着手する。そして、ソロ活動とのけじめをつけるため、1996年3月をもってWinkとしての活動を停止する。アイドルユニットとしては異例の長期にわたるWink時代の約8年間は、あらゆる意味で鈴木早智子との厚い友情と周囲の熱意に支えられたものであり、自らの芸能活動の原点となったWinkについて、本人は「夢のようで刺激的で濃厚で鮮烈」なものだったとし、今でもWinkやその楽曲を大事に思うファン、当時のスタッフ、そして「早智子とじゃなければ私には出来なかったこと」と語っている。また、鈴木との仲についても、「Wink時代から不仲であり、それが原因で活動を停止した」という説が囁かれたこともあったが、実際には活動停止後も会ったり電話で話したりする機会も多く、自身の結婚式にも招待するなど、現在も交流は続いている。

### 本格的なソロ活動開始とマイペースな音楽活動没頭（1996年 - 1998年）
Wink活動停止直後の2年間は、マイペースな音楽活動に没頭した時期である。解散の際に1人では何もできないと感じて引退も決意していたが、事務所にそれを伝えたら、相田には作詞と作曲があるではないかと言われて思いとどまった。この時期の音楽活動の成果は、全曲自作曲による2枚のソロ・アルバム『JÓIA』（1996年5月25日）と『Luz』（1997年5月25日）に結実される。
この時期、自分自身と向き合い、安らげる音楽を求めて模索を続けながら、辿りついたのはボサノヴァであった。ボサノヴァ界の大御所として知られるセルジオ・メンデスやベン・ウィットマンのプロデュースを得た『JÓIA』は、ボサノヴァ風のサウンドを基調とする本格的なアコースティック・サウンドを目指したかなりの意欲作である。しかし、これらのアルバムは必ずしも一般受けするものとはいえず、商業的な成功を収めることはできなかった。この時期の活動について、本人はアーティストであることにこだわり過ぎていたという。そして「表現者である限り、恥をかいてもいいから、もっとありのままの自分を表に出していこう」と決心する。この強い決意がバラエティ番組等への進出への大きなターニングポイントとなる。
1996年1月21日に『世界ウルルン滞在記』（毎日放送）にレポーターとして初めて出演したことで、たまたまその様子をTVで観たFM AICHIのディレクターが4月からのワイド番組のパーソナリティ候補を探していたタイミングと重なり、ポリスターの当時の名古屋担当者に、「翔子さんのしゃべりいけると思うので、毎週名古屋に来て貰えないっすか？」と相談し、トントンと話が進み同年の４月からP-POP STATION FESTANOONのパーソナリティを務めることに。

### バラエティ進出から現在（1998年 - ）
1998年11月、MBS製作・TBS系列のテレビ番組『世界ウルルン滞在記』に出演、旅先での思い切りのよいレポートは好感をもって迎えられ、1999年4月からは同番組の司会に起用される。また、2000年7月以降より日本テレビ系『踊る!さんま御殿!!』、および読売テレビ製作・日本テレビ系『ダウンタウンDX』などといったバラエティ番組に順次ゲスト出演し、天然ボケといわれる独特のキャラクターで注目されるようになる。
以降、『笑っていいとも!』、『メレンゲの気持ち』、『いいはなシーサー』等、数々のバラエティ番組で司会、レギュラーを務めるとともに、『花とアリス』、『七色のおばんざい』等の映画やドラマにも出演し、女優・TVタレントとしても幅広く活躍している。また、音楽活動も精力的に展開しており、地中海地域の音楽および往年のフレンチ・ポップスをカヴァーしたアルバムを発表したり、2004年以降『晩餐ライブ』と題してライブを開催している。現在は芸能事務所「アップフロントクリエイト」に所属し、アップフロントワークス（zetimaレーベル）からCD、およびデジタル・ダウンロードシングルをリリースしている。
2006年10月28日公開の映画『虹の女神 Rainbow Song』には、年下の主人公を翻弄する恋人役で出演した。もう若くはないことを自覚し、年齢を偽ってでも可愛いらしく振舞い、主人公の気を惹こうとする女の悲しい性を丹念に表現、『キネマ旬報』2006年11月下旬号では、「年齢不詳の女の持つ迫力をまざまざと見せつけてくれたのは衝撃ですらあった」と評された。
また、舞台出演に関しては、2007年9月に大阪松竹座で公演された『蝉しぐれ』（藤沢周平原作）で、幼馴染である主人公への一途な想いを抱きつつ、藩主の側室となったお福役を演じるとともに、2008年1月には、日本モンゴル親善特別公演『ジンギスカン〜わが剣、熱砂を染めよ〜』に、主人公のライバルの許婚でありながら、互いに惹かれあう主人公とそのライバルとの対決に心を痛める女性として出演していた。
2008年7月31日、医師の相澤宏光と婚姻届を提出した。同年10月30日に東京・芝公園のザ・プリンス パークタワー東京で披露宴を開いた。2012年1月13日、第1子となる女児を出産した。予定日より約2か月早く1866gの体重だった。
2013年9月4日、デビュー25周年記念企画の一環として制作され、『Luz』以来およそ16年4か月ぶりとなる3枚目のオリジナル・アルバム『This Is My Love』をリリースした。

## 人物
文華女子高等学校卒業。身長は160cm、足のサイズは21.5 cm。
家族は、父・母・1歳上の姉で、相田自身は「ユーモアがあって冗談をよく言う父、いつも明るく太陽のように笑っている母、親友のような姉」と紹介している。実家は自営業（タイル）。母方の郷里は福島県福島市。家族思いで、2005年に母を亡くした直後に出演した『徹子の部屋』では、「還暦を迎えた母のために開いたパーティーで泣いて喜んでくれた」と涙ながらに語った。夫の宏光は、元衆院議員・相澤英之と女優・司葉子の三男。
子供の頃は『吉田照美のてるてるワイド』（文化放送）のリスナーだったこともあり、同番組のイベント『ルミちゃん田んぼ』の参加者に当選して参加したことがある。
おっとりとした外見とは裏腹に、「表現者として歌を歌うことやお芝居を演じることは、多くの人に夢を与えるものでないといけないと思う。そのためには、大袈裟かもしれないけど、命がけなんです」と仕事に対してひたむきな姿勢を示している。音楽に対するこだわりも強く、女優、司会業など幅広く手がけるようになっても、自分のベースにあるのは音楽であり、「不器用な性格だからこそ、音楽という表現方法は欠かせないものなんです」と語っている。
その一方、子供の頃から引っ込み思案で人見知りが強く、人前に出るのが苦手だったため、自分は芸能界には向いていないと思っていたという。Wink時代末期には、疲労とストレスの連続から突発性難聴になり、自信を失って引退を考えたことや、ソロ活動を始めてからも、周囲に迷惑をかけているのではないかと心配で、落ち込むことが多かったことなども告白している。
女優、歌手、タレントに及ぶ自らの芸能活動について、テレビ番組への出演は、素の自分を表現できる場として大切にしたいという。また、自分で曲を作って歌うことは、うまく口に出せない感情も表現できるので、ライフワークとしてずっと続けていきたいと考えている。一方、ここ数年はバラエティ番組への出演が減っており、女優としての活動が目立ってきている。「今は本当に恵まれた環境で仕事ができることを実感しているんです。でも、もっと追いこまれる場所で仕事をしてみたい。大きな壁にぶつかってそれを乗り越えることで、自分自身も見えてくるし、周囲からも理解されると思うから」という。
趣味多趣味かつ個性的な趣味の持ち主であり、夢中になると自分の世界に入り込んでしまう性格である。
- 料理：食べるのも作るのも大好きで、仕事柄外食が多いときは、自宅では野菜をたっぷり煮込んで体に優しい食事を心掛けているという。酒も好きで、果実酒作り、ブランデーやウォッカを使って自家製の梅酒を漬けており、作家の島田雅彦と料理本について対談したこともある[27]。
- 陶芸：料理好きが高じて2007年の春に友人に誘われて陶芸をはじめる。ずっと憧れていた世界に足を踏み入れ、熱中している。和食器が好きで、自作のお皿に創作料理を盛り付けることが一番の夢だという[28][29]。
- ペットを愛する著名人として、ネスレ・ピュリナ・ペットケアの第1回『ペットケア・アワード』を受賞している（2002年9月2日）。
- 現在、「スキー技術検定2級」の資格を取得している。

恩師高校2年の夏休みに、サイクリング部の先生の引率で、3人の友人とともに、苫小牧から東京まで16日間の自転車旅行をしたことは、高校時代の忘れ得ない思い出だという。その時の恩師が、高校を定年退職後に中国の北京外国語大学へ留学し、中国版『ロミオとジュリエット』と言われる『梁山伯祝英台伝説』（梁山伯と祝英台）について調査・研究を行い『梁山伯祝英台伝説の真実性を追う』という本を出版した渡辺明次で、翔子はその本に推薦の言葉を寄せている。

## 出演
※ すべて単独での出演。Winkとしての出演番組、CMなどはWinkを参照。

### 音楽・バラエティ・トーク・教養・情報・ミニ番組など
※ 太字の番組タイトル名はレギュラー出演の経緯がある番組。
※ 細字の番組タイトル名は不定期およびゲスト出演などの経緯がある番組。
※ ◎印の付いた番組タイトル名は不定期特別番組。☆印の付いた番組タイトル名はミニ番組。
- 世界ウルルン滞在記（毎日放送）
  - レポーターとしての出演：1996年1月21日[31]、1998年11月1日[32]、2007年8月12日[注 9]
  - 番組アシスタントとしての出演：1999年4月11日 - 2006年4月2日
  - パネラーとしての出演：2006年10月1日、2007年1月7日、2007年4月1日
- 音楽牧場（テレビ東京 1996年5月13日）[33]
- ミックスパイください（中部日本放送 1996年5月22日、1998年4月30日）
- M-STAGE（日本テレビ 1996年5月23日深夜）
- 真夜中の王国（NHK BS2 1996年6月5日深夜）[34]
- ミュージックパーク（日本テレビ 1997年6月12日深夜）[35]
- PARTYしようよ（日本テレビ 1997年7月2日）[36]
- ミュージックフェア’97（フジテレビ 1997年7月20日）[37]
- スターどっきり大作戦（フジテレビ 1997年8月18日）[38]
- 新・真夜中の王国（NHK BS2 1998年4月29日深夜）[39]
- ポケットミュージック（日本テレビ 1998年5月20日深夜、1999年4月7日深夜）[40]
- 徹子の部屋（テレビ朝日 1998年7月21日）[41]
- DAISUKI!（日本テレビ 1998年10月31日深夜）[42]
- THE夜もヒッパレ（日本テレビ 1998年12月12日）[43]
- はなまるマーケット（TBSテレビ 1999年9月6日）[44]
- スーパー知恵MON（TBSテレビ）
  - 不定期出演：1999年11月 - 2000年3月
- 森田一義アワー 笑っていいとも!（フジテレビ）
  - レギュラー出演：2001年10月 - 2004年3月
- あんたにグラッツェ!（中京テレビ）、2001年、2002年
- ダウンタウン・セブン（毎日放送 2001年10月 - 2002年3月）※ 初期レギュラー
- セレブリティ・ファイル（SUPER CHANNEL（現・スーパー!ドラマTV） 2002年10月 - 2004年10月
- 今夜は見せまっせ（NHK総合 2003年4月 - 2005年3月）
- 加トちゃんズの元気になる爆笑癒し旅 ◎（テレビ朝日）
- メレンゲの気持ち（日本テレビ）
  - レギュラー出演：2005年1月 - 2007年3月
- サンデープレゼント・感動のアメリカ挑戦! スーパートラックの旅! ◎（テレビ朝日）
- 翔子の健康相談室 ☆（毎日放送 2007年1月 - 3月）※ 関西ローカル番組
  - 本人唯一の冠番組
- 三枝一座がやってきた!（NHK BS2 2007年1月 - 2010年3月）
- 徳光和夫の感動再会!"逢いたい"（TBSテレビ）
  - 不定期出演：2007年8月 - 2008年3月
- いいはなシーサー（テレビ朝日 2007年10月4日 - 2009年10月1日）
- 産地発!たべもの一直線（NHK総合）※ NHK教育・NHK BS2でも放送
  - 準レギュラー出演：2008年4月 - 2009年3月
  - レギュラー出演：2009年4月 - 2011年3月 ※ 2009年度は主に毎月第2週レギュラー、2010年度は主に毎月第1週レギュラー
- 青山ワンセグ開発（NHK ワンセグ2、2010年4月 - 2011年12月）※ 里田まいと共に司会を担当
- 爆報! THE フライデー（TBSテレビ）
  - 不定期出演：2012年6月 - 2021年3月
- 朝だ!生です旅サラダ（朝日放送）
  - ゲスト出演 2004年10月、2010年8月、2013年12月
- プレバト!!〈第2期〉（毎日放送）
  - 不定期出演：2013年11月 - ※俳句才能査定ランキングのみ不定期出演
- 突撃!アッとホーム（NHK総合）
  - 不定期出演：2014年1月 - 2015年3月
- あさイチ（NHK総合）
  - 不定期出演：2015年1月 -
- ごごナマ（NHK総合、2017年8月24日）「おしゃべり日和 相田翔子 中井精也 私の鉄道LOVE」
- 土曜の夜は!おとななテレビ（TVQ九州放送）
  - 2015年10月から月一回「踊る！まいう〜漫遊記」コーナーレギュラー出演
- 宮本隆治の歌謡ポップス☆一番星（歌謡ポップスチャンネル）[45]
  - アシスタント：2017年7月 -
- 歌のゴールデンヒット◎（TBSテレビ、2017年10月2日）- MC[46]
- 発見!タカトシランド（北海道文化放送）
  - 2023年3月10日 - 豊平公園エリアでイイとこ探し!
  - 2023年3月17日 - 平岸＆中の島エリアでイイとこ探し!
- えぇトコ　〝日本のアマルフィ”で海街めぐり〜和歌山市　雑賀崎〜（2025年6月12日、NHK大阪放送局）

### テレビドラマ
※ ドラマ全リスト中、太字メインタイトルは主演作品
- スケバン刑事III 少女忍法帖伝奇 第16話「リリアン棒危うし!由真の一番長い日」（東映・フジテレビ系、1987年2月26日）- 由真の子分 役（鈴木敬子名義での出演）
- 熱帯夜アカデミー - SiXTEEN 16（テレビ朝日 1988年10月20日 - 1989年2月23日 木曜深夜）
- キライじゃないぜ（TBSテレビ 1992年7月 - 9月） - 大沢礼子 役
  - 1時間枠の連続ドラマ初レギュラー出演作品。
- 白いシーツの女（テレビ朝日 1993年2月） - 真理 役
- チャンス!（フジテレビ 1993年4月 - 6月） - 平栗洋子 役
- 土曜ワイド劇場『おばはん刑事!流石姫子4』（テレビ朝日 2000年4月） - 白河千春 役
- 月曜ドラマスペシャル『女子刑務所 東三号棟2』（TBSテレビ 2000年4月） - 河合育代 役
- さらば天国に一番近い男 天国に一番近い男VS太陽を盗んだ男 "東京を救えなかったら即死亡! "世紀末恐怖の大王が降って来た! 史上最強の大決戦スペシャル!!（TBSテレビ 2000年12月） - 加藤愛子 役
- ルーキー!（第11回ゲスト）（フジテレビ 2001年6月） - 北野奈美 役
- 傷だらけのラブソング（第6回ゲスト）（フジテレビ 2001年11月） - 安田杏子 役
- 八丁堀の七人（第3シリーズ）（第1回「対決! 北町の剃刀vs南町の狼」ゲスト）（テレビ朝日 2002年1月） - 美奈 役
  - 時代劇初出演作品。
- 続・平成夫婦茶碗（第9回ゲスト）（日本テレビ 2002年3月）
- 土曜ワイド劇場『京都〜札幌 雪まつり連続殺人』（テレビ朝日 2002年3月） - 西山百合子 役
- 京都鴨川東署迷宮課おみやさん（第4回ゲスト）（テレビ朝日 2002年6月） - 滝田奈津子 役
- 金曜時代劇『茂七の事件簿 新ふしぎ草紙』（第8回ゲスト）（NHK総合 2002年9月） - お品 役
- 健太の食探検 ハム太郎といっしょ!（テレビ東京 2003年2月） - 先生 役[47]
- はぐれ刑事純情派（第17作）（第10回ゲスト）（テレビ朝日 2004年9月） - 井上かおる（沢村かおる） 役
- 土曜ワイド劇場『ドクVSデカ〜心療内科医＆殺人課刑事の捜査ファイル2』（テレビ朝日 2004年9月） - 小早川ゆかり 役
- 土曜ワイド劇場『結婚詐欺殺人事件 信州千曲川殺意の旅情』（テレビ朝日 2005年3月） - 本郷比呂子 役
- 七色のおばんざい（NHK総合 2005年6月 - 7月）- 吉永悦子（谷山美鈴） 役
  - 連続ドラマ初主演および帯ドラマ初主演作品。
- 月曜ゴールデン『小児救急カルテ いのち110番』（TBSテレビ 2006年5月） - 天野智代 役
- 太閤記〜天下を獲った男・秀吉（テレビ朝日 2006年10月 - 12月）- お市 役
- 月曜ゴールデン『心研ぎます! 鷹宮光次郎の旅情事件簿 刀研ぎ師の人情放浪記』（TBSテレビ 2007年1月） - 春風うらら 役
- スリルな夜・第1シリーズ『子育ての天才』（フジテレビ 2007年4月 - 6月） - 大黒夏子 役
- 7人の女弁護士・第2シリーズ（第8回ゲスト）（テレビ朝日 2008年5月） - 服部美晴 役
- 月曜ゴールデン『警視庁三係・吉敷竹史 幽体離脱殺人事件』（TBSテレビ 2008年10月） - 森岡輝子 役
- メイド刑事（第4回ゲスト）（テレビ朝日 2009年7月） - 早瀬吉乃 役
- マドンナ・ヴェルデ〜娘のために産むこと〜（NHK総合 2011年4月 - 5月） - 荒木浩子 役
- 悪夢ちゃん（第1回ゲスト）（日本テレビ 2012年10月）- 相澤涼子 役
- 水曜ミステリー9『温泉女将ふたりの事件簿2 日光鬼怒川殺人ライン』（テレビ東京 2013年1月） - 手塚由希 役
- 土曜ワイド劇場『温泉若おかみの殺人推理26 日光鬼怒川温泉〜殺意のライン下り!!』（テレビ朝日 2013年8月） - 八木佳織 役
- 獣医さん、事件ですよ（第5回ゲスト）（読売テレビ 2014年7月） - 山本麗子 役
- 孤独のグルメ Season10 第4話 （2022年10月28日、テレビ東京） - 奥さん 役
- 家政夫のミタゾノ 第7シーズン（第8回ゲスト）（テレビ朝日、2025年3月） - 麻生仁美 役[48]

### テレビアニメ
- おねがい!ポクポン（キッズステーション 2008年11月 - 2009年2月） - ナレーター

### ラジオ
- PULSE OF THE WORLD（JFN系 2005年4月 - 2009年3月）
- 地中海 SOUND STROLL → 相田翔子 SOUND STROLL（FM NACK5 2007年1月 - 2011年9月）
- P-POP STATION フェスタヌーン（FM AICHI 1996年4月 - 1998年3月）
- つんくばん（TBSラジオ 2001年7月 - 2002年9月）
- 地中海サウンドスケイプ（TOKYO FM 2003年10月 - 2004年9月）
- 斉藤一美のS/N/A/P（大人トーククラブde地中海）（文化放送 2004年9月 - 2005年3月）
- 相田翔子のビューティフルライフ（ニッポン放送 2009年4月 - 2011年12月）
- 相田翔子のスウィート・ソレイユ（ニッポン放送系 2010年4月 - 2021年3月[注 10]）
- FMシアター　ラジオドラマ「佐恵子の話」（2016年5月28日、NHK-FM） - 佐恵子 役[49]

### 映画
- ゴールドラッシュ（1990年12月 東映）（監督：和泉聖治） - 清水早苗 役
- プライド・運命の瞬間（とき）（1998年5月 東映）（監督：伊藤俊也） - 東條光枝 役
- カントリー・ガール 北海道牧場物語（2000年7月 アップフロントエージェンシー）（監督：福本義人） - 三輪多恵子 役
- 許されざる者（2003年3月 シネマパラダイス）（監督：三池崇史） - 守部洋子 役
- 17才 〜旅立ちのふたり〜（2003年9月 東映）（監督：澤井信一郎）
- 花とアリス（2004年3月 東宝）（監督：岩井俊二） - 有栖川加代 役
- Break Out!（2005年1月 KAERU CAFE）（監督：秋原正俊） - 阿久根リカ 役（※2004年に配信ドラマ）
- 怨喰（うらみぐい）（2006年6月 東映）（監督：加藤文明） - 宇田亜沙子 役
- 虹の女神 Rainbow Song（2006年10月 東宝）（監督：熊澤尚人） - 森川千鶴 役
- 涙でいっぱいになったペットボトル 〜カンペの手紙〜（2007年9月 メディア・ワークス）（監督：辻裕之） - ミンジュ 役
- インスタント沼（2009年5月 角川映画）（監督：三木聡） - 飯山和歌子 役
- 修羅の男と家なし少女（2016年） - リュウさんの妹 役
- 東京喰種トーキョーグール（2017年7月 松竹）（監督：萩原健太郎） - 笛口リョーコ 役[50]
- ライアー×ライアー （2021年2月19日、アスミックエース） - 高槻ひとみ 役
- スクロール（2023年2月3日、ショウゲート） - 森の母 役

### 劇場用アニメ
- 花とアリス殺人事件（2015年2月 ティ・ジョイ/東映） - 有栖川加代 役

### 舞台
- メルヘンコメディ『フールズ (FOOLS)』（2001年1月 新宿シアターモリエール） - ソフィア 役
- 新版忠臣蔵外伝『喧嘩安兵衛』（2003年5月 明治座） - お美代 役
- 劇団シニアグラフィティ第2回公演 昭和歌謡シアター『時の流れに身をまかせ』（2006年9月 新宿スペース107） - 西園寺啓子 役 ※初の座長公演
- 大阪松竹座 新築開場10周年記念『蝉しぐれ』（2007年9月 大阪松竹座） - お福 役
- 日本モンゴル親善特別公演『ジンギスカン 〜わが剣、熱砂を染めよ〜』（2008年1月 ル テアトル銀座） - カルカ 役

### コンサート
- 相田翔子コンサート（2002年8月16日 大阪WTCフェスパホール）
- 相田翔子コンサート（2004年5月3日 大阪WTCフェスパホール）
- 晩餐ライブ 1st『パリ・ジュテーム〜地中海の夜〜』（2004年8月21日、22日 広尾ラ・クロシェット）
- 晩餐ライブ 2nd『もっとありのまま〜地中海の夜〜』（2005年1月29日、30日 広尾ラ・クロシェット）
- 晩餐ライブ 3rd『はじまりは東の空』（2005年8月28日 広尾ラ・クロシェット、2005年11月4日 大阪フラミンゴ・ジ・アルージャ）
- 晩餐ライブ 4th（2006年4月21日、23日 広尾ラ・クロシェット）
- クリスマスディナーショー2005（2005年12月21日 池袋サンシャインシティプリンスホテル）
- Shoko Aida Billboard Live 2023　(2023年6月3日ビルボードライブ大阪　同月10日ビルボードライブ横浜)

### CM・広告
- 日産ディーゼル工業（現：UDトラックス）『コンドルSS』（1995年）
※ コンドルSの軽量版シリーズ
- エーザイ『ザーネクリーム』/『ザーネホワイト』（2001年 - 2004年）
- 井村屋『肉まん・あんまん』（2003年 - 2004年）
- オムロンヘルスケア企業CM（2004年 - 2006年）
- アサヒ飲料『WONDA ショット&ショット』（『新幹線パーサー』編）（2005年4月 - 同年8月）
※ かつてのWink時代の持ち歌『淋しい熱帯魚』をモチーフにした替え歌を披露
- アイダ設計企業CM（2005年4月 - 2007年3月）
※ 単なる名前つながりでの起用であり縁戚関係などは一切ない
- アース製薬『咲かせて消臭 花咲きポット』（2005年10月 - 2007年9月）
- 総務省『さわやか行政サービス運動』イメージキャラクター（2003年）
- ヒルズコレクション・ラカ ナビゲーター（2008年）
- P&G『ボールド』（2010年3月 - 2011年2月、平岡祐太と共演）
- アメリカンホーム保険『アメリちゃん日記』（『ネットサーフィン』編）（2010年6月 - 2015年10月 八木優希と共演）
- ヤマサキ『La Sana ヘアエッセンス』（2013年10月 - ）
- 東邦ガス（2018年4月 -2019年11月5日 山本昌と共演）

## ディスコグラフィ

### アルバム
1. Delphinium（1992年5月25日 ポリスター PSCR-1052） - Wink在籍時代のミニ・アルバム
  - Believe Moon -instrumental version-（作曲：相田翔子 編曲：門倉聡）
  - Pleasure（作詞：芹沢類 作曲：門倉有希 編曲：門倉聡）
  - アンビバレンス（作詞：芹沢類 作曲：相田翔子 編曲：門倉聡）
  - LOVE（原曲：ジョン・レノン）
  - 黙示録（作詞：芹沢類 作曲：鈴木祥子 編曲：門倉聡）
  - VOX 〜あなたには聞こえない〜（原曲：サラ・マクラクラン）
  - Believe Moon（作詞・作曲：相田翔子 編曲：門倉聡）
2. JÓIA（1996年5月25日 ポリスター PSCR-5455） - 全曲自作曲によるオリジナル・ファースト・アルバム
  - Do-Sol（作詞：芹沢類・相田翔子 作曲：相田翔子）
  - Jóia（作詞：芹沢類・相田翔子 作曲：相田翔子）
  - サヨナラしかあげない（作詞：種ともこ 作曲：相田翔子）
  - i Julia（作詞・作曲：相田翔子）
  - AFRICA（作詞・作曲：相田翔子）
  - Vellrina 〜真珠〜（作詞・作曲：相田翔子）
  - CORAÇÃO 〜コラソン〜（作詞：芹沢類 作曲：相田翔子）
  - 魚になりたい（作詞・作曲：相田翔子）
  - i Julia -instrumental version-（作曲：相田翔子）
  - Blue Lagoon（作詞・作曲：相田翔子）
3. Luz（1997年5月25日 ポリスター PSCR-5603） - 全曲自作曲によるオリジナル・セカンド・アルバム。
  - Intro 〜新しい水（ギター：ホメロ・ルバンボ）
  - 愛された薔薇（作詞・作曲：相田翔子 編曲：門倉聡）
  - 3,2,1 and 0（作詞：かの香織 作曲：相田翔子 編曲：門倉聡）
  - 目覚めましょう（作詞：相田翔子 作曲：相田翔子・渡邉浩世 編曲：門倉聡・ホメロ・ルバンボ）
  - Andy（作詞・作曲：相田翔子 編曲：門倉聡）
  - 始まりは東の空（作詞・作曲：相田翔子 編曲：門倉聡）
  - 朝の光（作詞・作曲：相田翔子 編曲：門倉聡）
  - 裸で眠りましょう（作詞・作曲：相田翔子 編曲：河越重義）
  - 熱砂（作詞：かの香織 作曲：相田翔子 編曲：門倉聡）
  - 0:00 a.m. 〜午前0時（作詞・作曲：相田翔子 編曲：門倉聡）
  - 太陽の国（作詞：相田翔子 作曲：相田翔子・渡邉浩世 編曲：門倉聡）
4. C'est・mon・・na 〜Best of Shoko Aida（2002年1月30日 ポリスター PSCR-6006） - ベスト・アルバム。1996年の未発表作品「冷たい月の夜」など、全15曲を収録。
  - 冷たい月の夜（作詞・作曲：相田翔子 編曲：戸田誠司）
5. PARIS, JE T'AIME D'AMOUR（2003年1月29日 地中海/ゼティマ EPCE-2020） - 1960年代から1970年代のフレンチ・ポップスを中心に選曲されたファースト・カヴァー・アルバム。ユーロ・テイストにリメイクされた自作曲「Blue Lagoon」を収録。
  - 恋は水色 L'amour est bleu（原曲：ヴィッキー）
  - アネマ・エ・コーレ Ánema e core（原曲：ジリオラ・チンクェッティ）
  - パリ・ジュテーム Paris, je t'aime d'amour（原曲：モーリス・シュバリエ）
  - マミー・ブルー Mamy blue（原曲：ポップ・トップス）
  - 悲しき雨音 Rhythm of the Rain（原曲：カズケーズ）- フランス語版を収録
  - 涙の日曜日 Bella da morire（原曲：ホモ・サピエンス）
  - 愛のめざめ Ho capito che ti amo（原曲：ウィルマ・ゴイク）
  - ヴィーナスたちの風景 Vénus des abribus（原曲：パトリシア・カース）
  - ピノキオ Pinocchio（原曲：ダニエル・ヴィダル）
  - Blue Lagoon（作詞・作曲：相田翔子 編曲：前野知常）
  - 君だけを愛して Io che amo solo te（原曲：セルジョ・エンドリゴ）
  - 愛の物語 Nos mots d'amour（原曲：ミッシェル・ポルナレフ）
6. To pathos（2003年11月27日 地中海/ゼティマ EPCE-2013） - セカンド・カヴァー・アルバム。ギリシャの曲が多く含まれている。
  - デン・イメ・エドー 〜わたしはもうここにいない〜 Δεν είμαι εδώ（原曲：コンスタンティーナ）
  - ト・パトス 〜情熱〜 O Pastor（原曲：マドレデウス）- ギリシャ語版を収録
  - はかない愛だとしても Il me dit que je suis belle（原曲：パトリシア・カース）
  - 哀しみの影 Yesterday Yes a day（原曲：ジェーン・バーキン）
  - わたしたち20才 Questi vent'anni miei（原曲：カトリーヌ・スパーク）
  - グリスビーのブルース Le Grisbi（原曲：ヴィクター・ラズロ）
  - 悲しみの兵士 Les hommes（原曲：シルヴィ・ヴァルタン）
  - 太陽のとびら Alle porte del sole（原曲：ジリオラ・チンクェッティ）
  - ジー・オー・ユーダス Ζει ο Ιούδας（原曲：コンスタンティーナ）
  - ホリース・フテラー 〜翼もないのに〜 Χωρίς φτερά（原曲：コンスタンティーナ）
7. Song Selection 〜25th Celebration〜（2013年6月5日 ポリスター PSCR-6245/6） - デビュー25周年記念企画の一環として制作されたベスト・アルバム。SHM-CD仕様。
ソロ・シングル「JÓIA」「ゆりかごを揺すられて」など、CD2枚組＋DVD、全30曲を収録。
8. This Is My Love（2013年9月4日 ゼティマ/アップフロントワークス EPCE-5985）- 先述の『Luz』以来、およそ16年4か月ぶりとなるオリジナル・サード・アルバム。デビュー25周年記念企画の一環として制作された。

### シングル
※ タイトルが太字の楽曲はデュエット曲
1. i Julia（作詞・作曲：相田翔子 編曲：ベン・ウィットマン） - 1996年1月20日 バウンス・レコード bounce-0020
  - c/w Shake Your Heart（作詞：相田翔子 作曲：河越重義 編曲：ベン・ウィットマン）
2. Jóia（作詞：芹沢類、相田翔子 作曲：相田翔子 編曲：ロビー・ブキャナン） - 1996年4月25日 ポリスター PSDR-5255
  - c/w 魚になりたい（作詞・作曲：相田翔子 編曲：ロビー・ブキャナン）
3. 裸で眠りましょう（作詞・作曲：相田翔子 編曲：河越重義） - 1996年8月25日 ポリスター PSDR-5265
  - c/w 愛された薔薇（作詞・作曲：相田翔子 編曲：門倉聡）
4. ゆりかごを揺すられて（作詞：戸沢暢美 作曲・編曲：門倉聡） - 1998年5月2日 ポリスター PSDR-5296
  - 映画『プライド・運命の瞬間（とき）』イメージソング
  - c/w SOCHINA 〜愛の想い出（作詞：甲谷ジロウ 作曲：相田翔子 編曲：門倉聡）
5. ナチュラル〜抱きしめてこのままで〜（作詞：まこと、つんく 作曲：根本要 編曲：光田健一）- 2000年5月17日 ゼティマ EPCE-5057
  - スターダスト☆レビュー with 翔子名義
  - 映画『ピンチランナー』主題歌
  - スターダスト☆レビュー『今夜だけきっと』との両A面シングル
6. クレタの白い砂（作詞：三浦徳子 作曲：馬飼野康二 編曲：佐藤準） - 2004年4月28日 地中海/アップフロントワークス EPCE-2024
  - 因幡晃とのデュエット
  - c/w 純愛・アフロディーテ（作詞：三浦徳子 作曲：馬飼野康二 編曲：佐藤準）
7. 夜明けの雨はピアニッシモ（作詞：岩里祐穂 作曲：羽場仁志 編曲：佐藤準） - 2004年11月17日 地中海/アップフロントワークス EPCE-2029
  - c/w もっとありのまま（作詞：相田翔子 作曲：羽場仁志 編曲：佐藤準）
8. 一輪（作詞：相田翔子 作曲・編曲：吉田次郎） - 2011年12月7日 アップフロントワークス
  - 本人初のデジタルダウンロード（配信限定）シングル
  - c/w ひかりのとびら（作詞：相田翔子 作曲・編曲：吉田次郎）

### Wink時代の自作曲
※ アルバム『Delphinium』収録曲については上記を参照
1. さよなら 小さなCrybaby（作詞：KEIKO 作曲：羽場仁志 編曲：船山基紀）
  - 3枚目のアルバム『Twin Memories』（1989年12月1日 ポリスター H00R-10008）に収録
  - ペンネーム「KEIKO」名義
2. Tears（作詞：及川眠子 作曲：KEIKO 編曲：門倉聡）
  - 7枚目のアルバム『Sapphire』（1991年11月25日 ポリスター PSCR-1036）に収録
  - ペンネーム「KEIKO」名義
3. おしえて（作詞・作曲：相田翔子 編曲：門倉聡）
  - 10枚目のアルバム『Αφροδιτη（アプロデーテ）』（1993年6月25日 ポリスター PSCR-5016）に収録
4. 愛を込めて（作詞・作曲：相田翔子 編曲：小林信吾）
  - 11枚目のアルバム『BRUNCH』（1993年11月26日 ポリスター PSCR-5062）に収録
5. 兵士の休日（作詞・作曲：相田翔子 編曲：門倉有希）
  - 12枚目のアルバム『overture!』（1994年7月1日 ポリスター PSCR-5310）に収録
6. 裸足のマリオネット（作詞・作曲：相田翔子 編曲：門倉聡）
  - 13枚目のアルバム『voce』（1994年12月1日 ポリスター PSCR-5334）に収録
7. 海に輝いて（作詞・作曲：相田翔子 編曲：岩崎琢）
  - 14枚目のアルバム『Flyin' High』（1995年7月5日 ポリスター PSCR-5384）に収録

### Wink時代のソロ楽曲
1. ジャスミンは哀しい香り
  - 1枚目のアルバム『Moonlight Serenade』（1988年7月1日 ポリスター H33R-20010）に収録
2. 冬のフォトグラフ
  - ミニ・アルバム『At Heel Diamonds』（1988年12月1日 ポリスター H25R-20013）に収録
3. Baby Me（原曲：ホーリー・ナイト "Baby Me"）
4. ひきとめないで（原曲：デビー・ハリー "You got me in trouble"）
  - 2枚目のアルバム『Especially For You〜優しさにつつまれて〜（1989年4月26日 ポリスター H30R-10001）に収録
5. 夏服のジュリエット 〜Dos Hombres〜
6. 銀星倶楽部 〜I'm In Mood For Dancing〜（原曲：ノーランズ "I'm in the mood for dancing"）
  - 4枚目のアルバム『Velvet』（1990年7月11日 ポリスター PSCR-1010）に収録
7. 真冬の薔薇
  - 5枚目のアルバム『Crescent』（1990年12月16日 ポリスター PSCR-1017）に収録
8. Mysterious 〜真夏の夜の夢〜
9. 夜の月、昼の月（原曲：ベット・ミドラー "Night and day"）
  - 6枚目のアルバム『Queen of Love』（1991年7月10日 ポリスター PSCR-1025）に収録
10. Get My Love
  - 7枚目のアルバム『Sapphire』（1991年11月25日 ポリスター PSCR-1036）に収録
11. Like A Bird
  - 8枚目のアルバム『Each side of screen』（1992年4月25日 ポリスター PSCR-1047）に収録
12. Celebration（原曲：ヴァネッサ・ウィリアムス "Save the best for last"）
  - 9枚目のアルバム『Nocturne 〜夜想曲〜』（1992年11月26日 ポリスター PSCR-1060）に収録
13. 夏に会えなくて
  - 10枚目のアルバム『Αφροδιτη（1993年6月25日 ポリスター PSCR-5016）に収録
14. 三日月の夜の小鳥たち（原曲：フォリナー "I want to know what love is"）
  - 11枚目のアルバム『BRUNCH』（1993年11月26日 ポリスター PSCR-5062）に収録
15. AIN'T NOBODY 永遠の恋人（原曲：チャカ・カーン "Ain't Nobody"）
  - 14枚目のアルバム『Flyin' High』（1995年7月5日 ポリスター PSCR-5384）に収録

### その他の楽曲
1. ほたる列車（作詞・作曲：つんく 編曲：渡部チェル） - 2004年3月
  - 映画『ほたるの星』挿入歌
  - 映画の中で1コーラスのみ使用されただけで、正式な音源は未発売となっている。
2. あなたとの別れ詩（作詞：つんく 作曲：三木たかし 編曲：川村栄二） - 2006年9月
  - 劇団シニアグラフィティ 昭和歌謡シアター『時の流れに身をまかせ』劇中歌
  - 『時の流れに身をまかせ』劇場パンフレット付属のCDにのみ収録。
3. 情熱の花（作詩：B. Botkin・G. Garfield・P. Murtagh 訳詩：音羽たかし・水島哲 作曲：L. V. Beethoven 編曲：宮崎誠） - 2016年9月7日 キングレコード KICS-3419[51]
  - トリビュートアルバム『ザ・ピーナッツ トリビュート・ソングス』に収録。森高千里とデュエット[52]。
4. Twinkle Twinkle 2017（作詞：秋元康　ラップ作詞：深田充宏　作曲：ジェイムス下地　編曲：JUVENILE） - 2017年6月28日 よしもとアール・アンド・シー
  - 相田翔子 feat. オリエンタルラジオ名義。Wink時代の楽曲のセルフ・カヴァー。配信限定シングル（現在は配信終了）
5. 永遠に愛する人（作詞・作曲：相田翔子） - 2019年6月
  - 1999年頃に録音していたデモ・テープ（カセット）[53]に入っていた楽曲で、2019年のライヴ[54]で初披露した。
  - 定期的にライヴで演奏される曲だが、現在、正式録音がなされていない。
6. 星座の道標（作詞：相田翔子　作曲：大西亜里） - 2020年4月
  - 大西亜里 相田翔子名義。未商品化、音源は大西亜里 OFFICIAL CHANNEL（大西亜里 - YouTubeチャンネル）にて聴くことができる（【新曲】星座の道標 / 大西亜里 相田翔子 - YouTube）。
7. 希望(ひかり)（作詞：金坂テッセイ　作曲：相田翔子　編曲：中村修司） - 2022年6月
  - 金坂テッセイとデュエット。FMくらしき「テッセイのそうじゃ総社!」に出演したことがきっかけとなり、制作した楽曲。未商品化。

### 参加曲
1. 愛は勝つ（作詞・作曲：KAN）- 2011年6月 ゼティマ/アップフロントワークス EPCE-5796
  - がんばろうニッポン 愛は勝つ シンガーズ名義として参加

### 楽曲提供
1. 花の予感（作詞：及川眠子 作曲：相田翔子 編曲：坂本昌之）- 1997年3月20日 日本コロムビア COR-14079
  - 大竹しのぶ『SIOBHÁN〜シボーン〜』に収録。

## 出版

### DVD
- エーゲ海 相田翔子&飯田圭織DVD（2004年2月4日、地中海/ゼティマ EPBE-2001）

### 写真集
- 現在（いま）、ここにいる私 - 相田翔子写真集（竹書房、1999年3月31日、撮影：谷口征、ISBN 481240472X）
- エーゲ海 相田翔子&飯田圭織写真集（角川書店、2004年1月28日、撮影：三浦憲治、ISBN 4048942549）

### エッセイ
- 相田翔子ハートフルエッセイ『素顔』
  - 雑誌『Wink Up』連載（ワニブックス、1992年9月 - 1994年9月）

### 書籍
- 犬のココロ この子だれの子?（FOCUSわんわん探偵局著、新潮社、2001年11月30日、ISBN 4103981032）
  - 雑誌『FOCUS』903号（1999年9月1日）の連載「一番大事な家族」に掲載された愛犬樽子との交流を収録
- 世界ウルルン滞在記 - 旅ではじけた11人の新しい魅力（TBSサービス著、青春出版社、2002年9月24日、ISBN 4413006267）
  - 1998年11月1日の同番組で放送されたインド・シッキムの滞在記を収録
- 妄想中学ただいま放課後（宮藤官九郎著、太田出版、2003年8月4日、ISBN 4872337514）
  - 雑誌『QuickJapan』45巻[2002年10月）に掲載された著者との対談を収録
- Brand-New Hearts（Hiroki著、メディアックス、2005年9月20日、ISBN 4862016014）
  - InterFM『Hiroki mode』（2004年11月29日 - 12月2日）で放送された著者によるインタビューを収録
- 相田翔子の「きもの」修業（世界文化社、2009年4月25日、ISBN 9784418094066）
  - 雑誌『GRACE』2007年4月号から2008年3月号の連載「小紋センス十二か月」、2008年4月号から12月号の連載「相田翔子のきもの修業十二か月」、および2008年1月号掲載「和のお稽古、始めましょ」を再構成、大幅に加筆、修正し、撮り下ろしを加えたもの